# Enrico Cravero
Enrico Cravero (Pinerolo, 1836 – Genova, 5 aprile 1905) è stato un imprenditore italiano.
Nel 1853 entrò come operaio meccanico nello stabilimento G. Ansaldo & C. di Sampierdarena, per passare due anni dopo in quello dei Fratelli Orlando che gestivano l'ex Arsenale Regio alla Foce del Bisagno.
Nel 1858, alla ricerca di miglior fortuna, si recò prima in Svizzera e poi a Costantinopoli ma poco dopo ritornò a lavorare come operaio dagli Orlando e nel 1859 venne nominato capo operaio. Nel 1865 gli Orlando chiusero il Cantiere della Foce ed andarono a gestire il Cantiere di Livorno ed Enrico Cravero, con un socio aprì una piccola officina, assumendone la direzione tecnica e a partire dal 1872 anche la direzione amministrativa e nel 1874 l'officina contava 229 operai.
Nel 1879 Enrico Cravero chiuse l'opificio per assumere, nel 1880, in società con un gruppo di capitalisti, il Cantiere della Foce trasformando nel giro di pochi anni il vecchio Arsenale Regio in un moderno complesso industriale che arrivò ad impiegare oltre un migliaio di lavoratori. Nel 1890 il cantiere venne ceduto agli Odero, che avevano già uno stabilimento a Sestri Ponente unificandone l'attività.
All'inizio degli anni trenta a causa della ristrutturazione della città di Genova il Cantiere della Foce venne soppresso e ad Enrico Cravero è intitolata la strada che passa nei pressi dove era ubicato l'ex Arsenale Regio.
Non ha avuto discendenti.

## Fonti
- Vie di Genova, su viedigenova.com. URL consultato il 2 febbraio 2009 (archiviato dall'url originale il 4 marzo 2016).